# District de Drummoyne
Le district électoral de Drummoyne est une circonscription électorale de l'État de Nouvelle-Galles du Sud en Australie. Il a été créé en 1913, supprimé en 1920 (après introduction du vote à la proportionnelle) et recréé en 1927. Il est situé au centre de Sydney.
Il est détenu par la libérale Stephanie Di Pasqua.

## Liste des députés successifs
| Nom                 | Parti            | Période de mandat |
| ------------------- | ---------------- | ----------------- |
| George Richards     | Réformateur      | 1913–1915         |
| Alexander Graff     | Réformateur      | 1915–1917         |
| Alexander Graff     | Nationaliste     | 1917–1920         |
|                     |                  |                   |
| John Lee            | United Australia | 1927–1930         |
| David McLelland     | Travailliste     | 1930–1932         |
| John Lee            | United Australia | 1932–1941         |
| Robert Greig        | Travailliste     | 1941–1947         |
| Robert Dewley       | Libéral          | 1947–1953         |
| Roy Jackson         | Travailliste     | 1953–1956         |
| Walter Lawrence     | Libéral          | 1956–1962         |
| Reginald Coady      | Travailliste     | 1962–1973         |
| Michael Maher       | Travailliste     | 1973–1982         |
| John Murray         | Travailliste     | 1982–2003         |
| Angela D'Amore      | Travailliste     | 2003–2011         |
| John Sidoti         | Libéral          | 2011–2023         |
| Stephanie Di Pasqua | Libéral          | 2023-en cours     |

## Résultats des élections
| Parti                            | Parti                        | Candidat                     | Voix   | %     | ±     |
| -------------------------------- | ---------------------------- | ---------------------------- | ------ | ----- | ----- |
|                                  | Libéral                      | Stephanie Di Pasqua          | 24 526 | 47,5  | −10,0 |
|                                  | Travailliste                 | Julia Little                 | 20 182 | 39,1  | +12,5 |
|                                  | Verts                        | Charles Jago                 | 5 149  | 10,0  | +0,6  |
|                                  | Australie durable            | Patrick Conaghan             | 1 782  | 3,5   | +3,5  |
| Total des suffrages exprimés     | Total des suffrages exprimés | Total des suffrages exprimés | 51 639 | 97,8  | +0,1  |
| Votes nuls                       | Votes nuls                   | Votes nuls                   | 1 177  | 2,2   | −0,1  |
| Participation                    | Participation                | Participation                | 52 816 | 89,6  | −0,2  |
| Résultat de préférence bipartite |                              |                              |        |       |       |
|                                  | Libéral                      | Stephanie Di Pasqua          | 25 308 | 51,3  | −12,3 |
|                                  | Travailliste                 | Julia Little                 | 24 023 | 48,7  | +12,3 |
|                                  | Libéral retenir              | Libéral retenir              | Swing  | −12,3 |       |